# Samjuel Krompton
Samjuel Krompton (3. decembar 1753 – 26. jun 1827) bio je engleski pronalazač i pionir tekstilne industrije. Nadograđujući na radu Džejmsa Hargrivsa i Ričarda Arkrajta, on je izumeo predilicu, mašinu koja je revolucionisala industriju širom sveta.

## Rani život
Semjuel Krompton je rođen kući u 10 Firvud Fold, Bolton, Lankašir, u porodici Džordža i Beti Krompton (rođena Elizabet Holt od Turtona). Njegov otac je bio domar na obližnjem zemljoposedničkom imanju. Samuel je imao dve mlađe sestre. Dok je bio dečak, izgubio je oca i morao je da doprinese porodičnim resursima predući predivo, učeći da prede na Džejms Hargrivsovoj predelici. Nedostaci tog alata su ga proželi idejom da osmisli nešto bolje, na čemu je u tajnosti radio pet-šest godina. Napor je apsorbovao svo njegovo slobodno vreme i novac, uključujući i onaj koji je zaradio svirajući violinu u pozorištu Bolton.
Dana 16. februara 1780. u župskoj crkvi Bolton, Krompton se oženio Meri Pimlot (ili Pimbli). Imali su osmoro dece, uključujući Džordža Kromptona (rođenog 8. januara 1781), koji je nastavio porodični posao.

## Predilica
Oko 1779, Samjuel Krompton je uspešno proizveo predilicu, mašinu koja upreda pređu pogodnu za upotrebu u proizvodnji muslina. Bila je poznata kao muslinski kočak ili vudvilski točak, po imenu kuće u kojoj su on i njegova porodica obitavali. Taj uređaj je kasnije postao poznat kao predilica (engl. spinning mule). Postojala je velika potražnja za pređom koju je Krompton pravio u Vudovoj dvorani, ali nedostajalo mu je sredstava da uspostavi patent. Neženjeni uvidi u njegove metode primorali su Kromptona da izabere između uništavanja svoje mašine ili njenog objavljivanja u javnosti. On je izabrao poslednju alternativu nakon obećanja mnogih proizvođača da će mu platiti upotrebu predilice, ali sve što je dobio je oko £60. On je nastavio da pravi pređu na svoj račun, mada je od toka imao skromnu finansijsku korist.
Predilica je uvrtala pređu koristeći valjke u maniru Arkrajtovih okvira, dok se nosač vretena pomerao napred-nazad za 54 inča kako bi razvukao nit, a zatim je skupio na prednjem vretenu poput Hargrivsove predelice. Značaj njegove predelice je bio u tome što je mogla da upreda niti bolje nego što se to može učiniti ručno, što je dovelo do sve finijih niti. Gruba nit (40s) se prodavala za 14 šilinga po funti, dok se (80s) predivo sa njegove predilice prodavalo za 42 šilinga po funti.
Kako predilica nije bila patentirana drugi su uskoro počeli da je prave. Mašina je bila izrađena od željeza, i pogonska sila se koristila za ostvarivanje kretanju prema unutra 1790. godine, a do 1834. godine u potpunosti je bila automatska ili samodelujuća. Jedno istraživanje iz 1812. godine je pokazalo da je u upotrebi bilo između 4 i 5 miliona predilačkih vretena. Krompton nije dobio autorski honorar za svoj izum.
Godine 1800, pretplatom je prikupljena svota od £500 u njegovu korist, a kad je 1809. Edmund Kartrajt, izumitelj tkalačke mašine, dobio £10.000 funti od parlamenta, Krompton je bio odlučan da podnese zahtev za dodelu potpore. Godine 1811, on je obišao proizvodne četvrti Lankašira i Škotske kako bi prikupio dokaze o tome koliko se široko koriste njegove predilice, a 1812. godine mu je parlament dodelio £5000. Uz pomoć tog novca, Krompton je započeo posao kao izbeljivač, a zatim kao trgovac pamukom i predioničar, ali bez većeg poslovnog uspeha. Godine 1824, neki od njegovih prijatelja i članova Boltonskog kluba „Crni konj” (uključujući Isaka i Bendžamina Dobsona, Bendžamina Hika, Džona Kenedija i Petera Rotvela) formirali su mu anuitet od £63 bez njegovog znanja.
Krompton je umro u svojoj kući u King stritu u Boltonu 26. juna 1827. godine i sahranjen je u župskoj crkvi Svetog Petra.

## Literatura
- French, Gilbert J. (1859). The Life and Times of Samuel Crompton, Inventor of the Spinning Machine Called the Mule. London: Simpkin, Marshall, and Company. „Life and Times of Samuel Crompton:.”
- Daniels, George William (1929). The Early English Cotton Industry: With Some Unpublished Letters of Samuel Crompton. London: Longmans, Green, and Company. „samuel crompton.”- contains a photograph of a statue of Crompton
- Baines, Edward (1835), History of the cotton manufacture in Great Britain;, London: H. Fisher, R. Fisher, and P. Jackson
- Timmins, Geoffrey (1996), Four Centuries of Lancashire Cotton, Preston: Lancashire County Books, стр. 92, ISBN 1-871236-41-X
- Catling, Harold (1986). The Spinning Mule. Preston: The Lancashire Library. ISBN 0-902228-61-7.
- Nasmith, Joseph (1895). Recent Cotton Mill Construction and Engineering (Elibron Classics изд.). London: John Heywood. ISBN 1-4021-4558-6.
- Marsden, Richard (1884). Cotton Spinning: its development, principles an practice. George Bell and Sons 1903. Приступљено 26. 4. 2009.
- Marsden, ур. (1909). Cotton Yearbook 1910. Manchester: Marsden and Co. Приступљено 26. 4. 2009.
- Miller, I; Wild, C; Little, S (2007). A & G Murray and the Cotton Mills of Ancoats. Storey Institute Lancaster: Oxford Archaeology North. ISBN 0-904220-46-X.
- Saxonhouse, Gary; Wright, Gavin (2010). „Technological Evolution in Cotton Spinning, 1878–1933”. The Japanese Economy in Retrospect. World Scientific. ISBN 9789814271455.
- „Bigagli”. Bigagli automatic spinning mules (на језику: италијански). 2012. Приступљено 13. 12. 2012.
- „Cormatex”. Modern automatic spinning mules, bale breakers and carding machines used for woolen and cashmere products (на језику: италијански и енглески). 2012. Архивирано из оригинала 18. 12. 2014. г. Приступљено 13. 12. 2012.
- Fowler, Alan (11—13. 11. 2004). „British Textile Workers in the Lancashire Cotton and Yorkshire Wool Industries”. National Overview Great Britain, Textile Conference IISH.
- Beech, S.R.; Farnfield, C.A.; Whorton, P.;  ., ур. (јун 1986) [1954]. Textile Terms and Definitions (8th изд.). Manchester: The Textile Institute. ISBN 0-900739-82-7.
- Cox, Nancy; Dannehl, Karin (2007). „Mocha - Mohair yarn”. Dictionary of Traded Goods and Commodities, 1550-1820. British History Online. Wolverhampton: University of Wolverhampton. Приступљено 11. 4. 2010.
- Jenkins, David, ур. (2003). The Cambridge History of Western Textiles. Cambridge, UK: Cambridge University Press. ISBN 0-521-34107-8.
- Picken, Mary Brooks (1957). The Fashion Dictionary. Funk and Wagnalls.
- Montgomery, Florence M. (2007). Textiles in America, 1650-1870: a dictionary based on original documents (2nd изд.). W. W. Norton. стр. 295. ISBN 978-0-393-73224-5.